# Nemognatha piazata
Nemognatha piazata is een keversoort uit de familie van oliekevers (Meloidae). De wetenschappelijke naam van de soort is voor het eerst geldig gepubliceerd in 1798 door Fabricius.